# Hulda Malmström
Hulda Josefina Malmström, född 13 juli 1874 i Bromma, död 15 juli 1928 på Ekerön, var en svensk skådespelare och sångare. I filmen Mot nya tider (1939) spelas Malmström av Carin Swensson.

## Filmografi
- 1919 – Åh, i morron kväll
- 1919 –  Tillåt oss presentera: Mosebacke revy
- 1921 – Cirkus Bimbini
- 1925 – Två konungar
- 1925 – Skeppargatan 40

## Teater

### Roller (urval)
| År   | Roll        | Produktion                                                  | Regi             | Teater                  |
| ---- | ----------- | ----------------------------------------------------------- | ---------------- | ----------------------- |
| 1911 |             | Den stora utstyrselrevyn 1911                               |                  | Anton Salmsons sällskap |
| 1921 | Juno        | Än leva de gamla gudar Otto Hellkvist                       | Svasse Bergqvist | Vasateatern             |
| 1923 |             | Ebberöds bank (Ebberød Bank) Axel Breidahl och Axel Frische | Sigurd Wallén    | Södra Teatern           |
| 1926 | Medverkande | Kör till Södran, revy                                       |                  | Södra Teatern           |